# Função exponencial p-ádica
A função exponencial p-adic é uma analogia usual da função exponencial em números complexos quanto à análise p-ádica. Portanto, a função exponencial usual em C é definida por uma série infinita:
{\displaystyle \exp(z)=\sum _{n=0}^{\infty }{\frac {z^{n}}{n!}}.}